# Wolfram-von-Eschenbach-Preis
Der Wolfram-von-Eschenbach-Preis ist ein Kulturpreis des Bezirks Mittelfranken.
Der bayerische Bezirk Mittelfranken verleiht jährlich „in Anerkennung bedeutsamen kulturellen Schaffens“ einen Preis an Persönlichkeiten, die durch Geburt, Leben oder Werk mit Franken verbunden sind. Namensgeber für den Preis ist der Dichter Wolfram von Eschenbach. Der Preis ist seit 2009 mit 15.000 Euro dotiert, davor mit 10.000 Euro.
Daneben gibt es drei Förderpreise zu je 5000 Euro für junge Künstler.

## Kulturpreisträger des Bezirks Mittelfranken
- 1980: Hans Max von Aufseß, Autor
- 1981: Helmut Lederer, Fotograf, Wolfgang Harms, Maler und Grafiker
- 1982: Heinz Schmeißner, Baureferent der Stadt Nürnberg
- 1983: Fitzgerald Kusz, Autor
- 1984: Eitel Klein, Maler und Grafiker, Peter König, Illustrator
- 1985: Werner Heider, Musiker
- 1986: Erich Mulzer, Vorsitzender der Altstadtfreunde Nürnberg
- 1987: Gottlob Haag, Mundartautor
- 1988: Inge Meidinger-Geise, Autorin
- 1989: Ernst Gröschel, Musiker
- 1990: Karl-Friedrich Beringer, Leiter des Windsbacher Knabenchores
- 1991: wurde die Satzung überarbeitet, es fand keine Preisverleihung statt.
- 1992: Wolfgang Buhl,  Leiter des Studio Nürnberg des Bayerischen Rundfunks
- 1993: Werner Jacob, Kirchenmusiker, Hanns-Helmut Mähner, Geschäftsführer der Internationalen Orgelwoche Nürnberg – Musica sacra
- 1994: Werner Knaupp, Bildender Künstler
- 1995: Klaus Hashagen, Musikabteilungsleiter des Studio Nürnberg des Bayerischen Rundfunks, Cabaza Percussionquartett
- 1996: Ernst Steinacker, Bildhauer
- 1997:  Andreas Kleffel, Vorsitzender der Bachwoche Ansbach, Hans Georg Schäfer, Intendant der Bachwoche Ansbach
- 1998: Michael Mathias Prechtl, Maler
- 1999: Wolfgang Riedelbauch, Musica Franconia, Dehnberger Hoftheater
- 2000: Franz Vornberger, Maler
- 2001: Hartmut Heller, Kulturhistoriker
- 2002: Oskar Koller, Maler
- 2003: Godehard Schramm, Schriftsteller
- 2004: Karlheinz Deschner, Schriftsteller
- 2005: Natascha Wodin, Schriftstellerin
- 2006: Heinrich Hartl, Nürnberger Komponist und Interpret
- 2007: Franz Krautwurst, Musikwissenschaftler[1]
- 2008: Brigitta Heyduck, Malerin und Grafikerin[2]
- 2009: Paul Maar, Autor[3]
- 2010: Wolfgang Haffner, Schlagzeuger[4]
- 2011: Ludwig Fels, Schriftsteller[5]
- 2012: Ruth Lapide, Religionswissenschaftlerin und Historikerin[6]
- 2013: Verena Waffek, Künstlerin
- 2014: Gerhard Falkner, Lyriker und Dramatiker
- 2015: ensemble KONTRASTE, Musik
- 2016: Hermann Glaser, Kulturhistoriker
- 2017: Windsbacher Knabenchor
- 2018: Gerd „Geraldino“ Grashaußer, Kinderliedermacher
- 2019: Hildegard Pohl, Jazzpianistin
- 2020: Original  Hersbrucker Bücherwerkstätte, Druckerei
- 2021: Inge Gutbrod, bildende Künstlerin
- 2022: Helmut Haberkamm, Autor und Mundartdichter[7]
- 2023: Stefan Kügel, Schauspieler, Puppenspieler, Musiker, Bühnenautor und bildender Künstler[8]
- 2024: Matthias Egersdörfer, Kabarettist

## Förderpreisträger des Bezirks Mittelfranken
- 1980: Wolfgang Riedelbauch, Opernkapellmeister, Dirigent; Axel Linstädt, Musiker und Produzent
- 1981: Karl-Friedrich Beringer, Musiker; Wolfgang Harms, Maler und Graphiker
- 1982: Bernhard Rein, freischaffender Künstler; Rainer Pöhlitz bildender Künstler
- 1983: Friederike Gollwitzer, Musikerin; Gerd Fischer, Theaterleiter
- 1984: Peter König, Maler; Günter Paule, Maler und Graphiker
- 1985: Heinrich Josef Hartl, Komponist; Gerhard C. Krischker, Schriftsteller
- 1986: Hans-Peter Nitt, Musiker; Älabätsch, Musikergruppe
- 1987: Godehard Schramm, Schriftsteller; Roseau-Quintett, Musiker
- 1988: Windsbacher Puppentheater Kaspari; Czurda-Tanztheater
- 1989: Klaus Schneider, Maler; Schwabacher Marionettenbühne
- 1990: Die Veldensteiner Musikanten; Fränkisch-Schwäbische Städtetheater Dinkelsbühl
- 1991: wegen der Überarbeitung der Satzung fand in diesem Jahr keine Verleihung statt
- 1992: Manfred Hürlimann, Maler und Zeichner; Harmonia Vocalis, Vokalensemble
- 1993: Claus Feldmann, Maler; Klaus Karl-Kraus, Theaterschauspieler und Komiker; Berthold Hoffmann Künstler
- 1994: Claudia Endres, Bildhauerin; Eckart Graßner, Kirchenmusiker und Dirigent; Reinhold Wiedenmann, Sänger
- 1995: Mara Gruber, Textilkünstlerin; Jessica und Tobias Hartlieb, Musiker; Percussion Quartett CABAZA, Ensemble; Gerd Scherm, Schriftsteller aus Fürth
- 1996: Michaela Biet, Bildhauerin aus Nürnberg; Reinhard Knodt, Schriftsteller aus Röthenbach a.d. Pegnitz; Dorian Keilhack, Pianist aus Erlangen
- 1997: Theater Pfütze, Nürnberg; Holger Lassen, Bildhauer aus Nürnberg; Klaus Jäckle, Gitarrist aus Nürnberg
- 1998: Barbara Bogen; Wolfgang G. Bühler; Andreas Jacob
- 1999: Helmut Haberkamm, Schriftsteller und Mundartautor; Ensemble Kontraste, Musiker; Joseph Stephan Wurmer, Bildhauer
- 2000: Katja Wunderling, Malerin; Peter Fulda, Pianist; Ralf Huwendiek, Schriftsteller und Rundfunkautor
- 2001: Claudia Eck, Malerin; Pegnitzschäfer-Klangkonzepte, Musiker; Elmar Tannert, Schriftsteller
- 2002: Tobias Gereon Gerstner, Bildhauer; Julia Rempe, Sängerin; Winfried Wittkopp, Schauspieler und Bildender Künstler aus Erlangen
- 2003: Stefan Hippe, Komponist aus Nürnberg; Ingeborg Mohr, Lehrerin aus Colmberg; Gabriela Dauerer, Künstlerin aus Nürnberg
- 2004: Monika Teepe, Sopranistin; Stefan Kügel, Bühnenkünstler aus Burgebrach; Verena Manz, Künstlerin aus Nürnberg
- 2005: Viva Voce, A-cappella-Band; Inge Gutbrod, Malerin und Objektkünstlerin aus Nürnberg; Comoedia Mundi, Tourneetheater aus Frankfurt a. M.
- 2006: Christiane Neudecker, Berliner Regisseurin und Schriftstellerin; Christian Rösner, Bildhauer, Nürnberg; Sunday Night Orchestra, Nürnberg
- 2007: Habib Bektaş, Erlanger Schriftsteller; Fredder Wanoth, Nürnberger Maler, Zeichner und Fotograf; Nürnberger Akkordeonorchester Willi Münch
- 2008: Saxophon-Quartett fiasco classico, Nürnberg; Wolfgang Buck, fränkischer Liedermacher und Dichter, Walsdorf bei Bamberg; Ursula Kreutz, bildende Künstlerin aus Fürth
- 2009: Bildhauerin Meide Büdel aus Nürnberg; Violinistin Martina Trumpp, Ansbach; Kulturaktivist Michael Jakob, Ansbach
- 2010: Sopranistin Christiane Karg aus Feuchtwangen; Künstler Andreas Oehlert, Fürth; das Papiertheater Nürnberg unter der Leitung von Johannes Volkmann
- 2011: Pianist David Theodor Schmidt aus Erlangen; Bildhauer Sebastian Kuhn aus Nürnberg; Theatergruppe "Rampenlicht" aus Bruckberg
- 2012: bildender Künstler Markus Putze aus Nürnberg; Pianist Dieter Köhnlein aus Ansbach; Jazzchor mit Band Singin’ Off Beats aus Nürnberg und ganz Mittelfranken
- 2013: Saxophonist Lutz Häfner aus Fürth; Sopran-Solistin Irene Kurka aus Düsseldorf; Schriftstellerin Sabine Weigand aus Schwabach
- 2014: Dirigentin und Kantorin Pia Praetorius aus Nürnberg; Maler Jochen Pankrath aus Fürth; Schriftsteller Joshua Groß aus Nürnberg
- 2015: Freilandtheater Bad Windsheim; Percussionist Radoslaw Szarek aus Heroldsbach; Band Smokestack Lightnin’ aus Nürnberg
- 2016: Dirigent John Lidfors; Maler Benjamin Moravec; Tänzer Max Zachrisson
- 2017: Künstlerduo Böhler & Orendt (Matthias Böhler / Christian Orendt); Konzertkabarett Gankino Circus aus Dietenhofen; Künstlerin Aja von Loeper
- 2018: Konzertgitarrist Stefan Grasse; Sängerin und Songwriterin Yara Linss; Stefanie Pöllot
- 2019: Jazzmusikerin Monika Roscher; bildende Künstlerin Susanne Roth; Filmemacher Julian Radlmaier
- 2020: Choreografin Susanna Curtis; Jazzmusikerin Izabella Effenberg; Schriftsteller Christian Schloyer
- 2021: Jazzmusikerin Rebecca Trescher; bildende Künstlerin Barbara Engelhard; das Filmhaus Nürnberg
- 2022: Liedermacher und Cartoonist Tobias Hacker, alias Gymmick; Wortkünstlerin Dagmar Buhr; Maler Jan Gemeinhardt
- 2023: Freischaffender Künstler Marcus Frimel; Harfenspielerin Maja Taube; Bluesband Muddy What?